# Ordre public social
 (juin 2013).
Si vous disposez d'ouvrages ou d'articles de référence ou si vous connaissez des sites web de qualité traitant du thème abordé ici, merci de compléter l'article en donnant les références utiles à sa vérifiabilité et en les liant à la section « Notes et références ».
La notion juridique générale d'ordre public se fonde sur l'application de règles de droit impératives[Lesquelles ?]. Celle de notion d'ordre public social vise à poser des principes de régulation en matière de législation sociale. Elle pose donc une ou des idées visant à garantir de manière forte les droits sociaux fondamentaux des citoyens.